# Растяжка для обуви

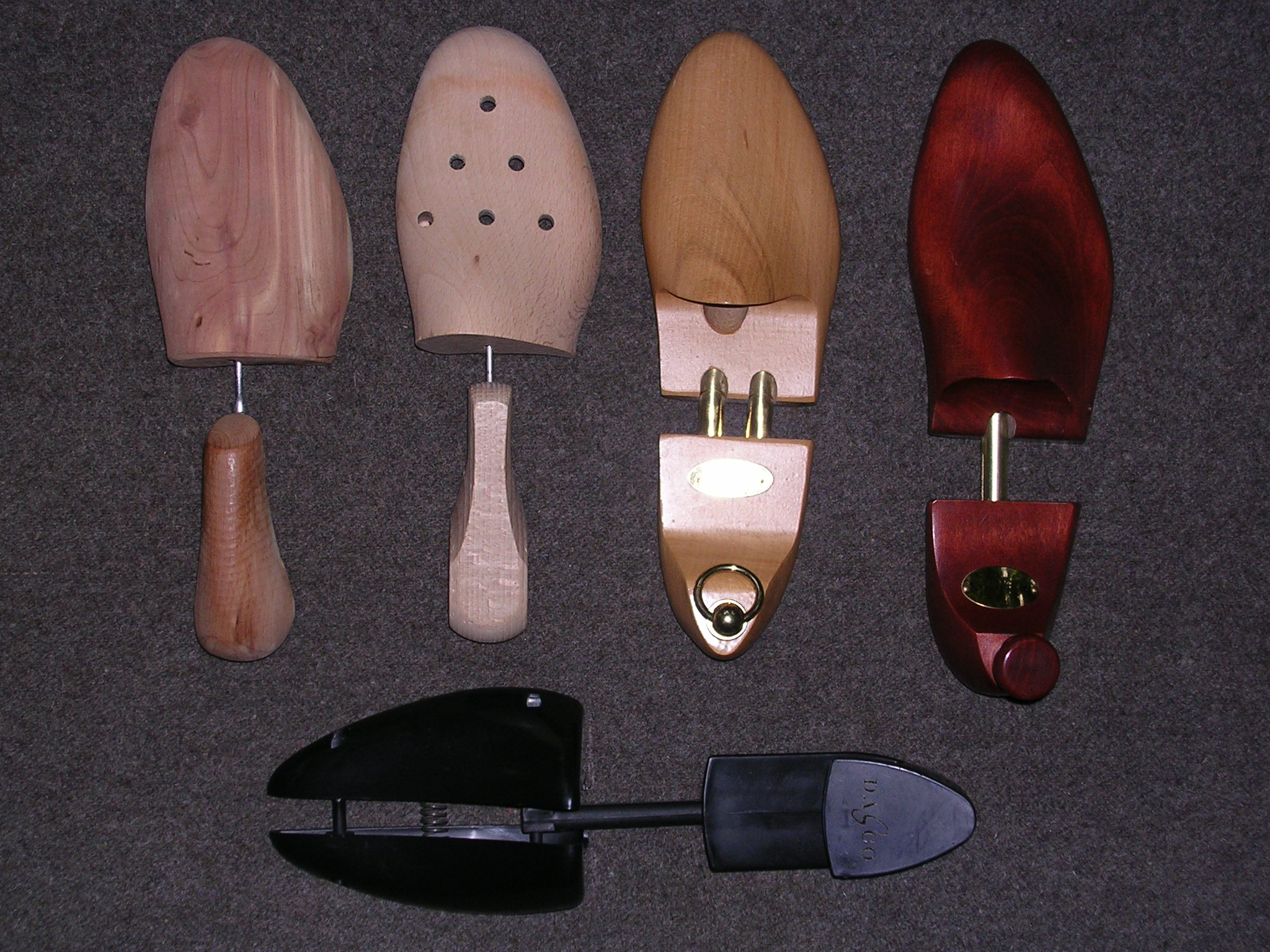
Растяжки для обви в виде колодок (слева нанаправо, материал изготовления): канадский красный кедр, бук (обе со складным задним упором, древесина натуральная), вощёный бук, палисандр, пластик (эти три с телескопическими пружинными задниками, последняя с разрезной пружинной колодкой).

Растяжка для обуви — приспособление для хранения обуви в расправленном состоянии. Применение подобных растяжек позволяет избежать образования складок и заломов на коже в процессе хранения и увеличивает срок службы обуви.

## Конструкция
Растяжки для обуви имеют обычно подпружиненную конструкцию с тем, чтобы их можно было использовать для обуви различного размера и изготавливаются из дерева, металла или пластмасс. Существуют даже надувные растяжки, предназначенные для поездок.
Для очень дорогой обуви изготавливаются специальные растяжки, повторяющие форму колодки.